# Eastland megye
Eastland megye az Amerikai Egyesült Államokban, azon belül Texas államban található. Megyeszékhelye és legnagyobb városa Eastland. Lakosainak száma 17 725 fő (2020. április 1.). Eastland megye Callahan, Erath, Stephens, Palo Pinto, Comanche, Brown és Shackelford megyékkel határos.

## Népesség
A megye népességének változása:
| Lakosok száma | 18 605 | 18 580 | 18 397 | 18 245 | 18 171 | 17 725 |
|               | 2010   | 2011   | 2012   | 2013   | 2015   | 2020   |